# Caher Island
Caher Island (irisch Oileán na Cathrach, auch Cathair na Naomh – deutsch Stadt der Heiligen) ist eine Insel, acht Kilometer vor der Westküste Irlands im County Mayo. Sie liegt vor der Clew Bay zwischen den Inseln Clare Island und Inishturk.

## Geografie

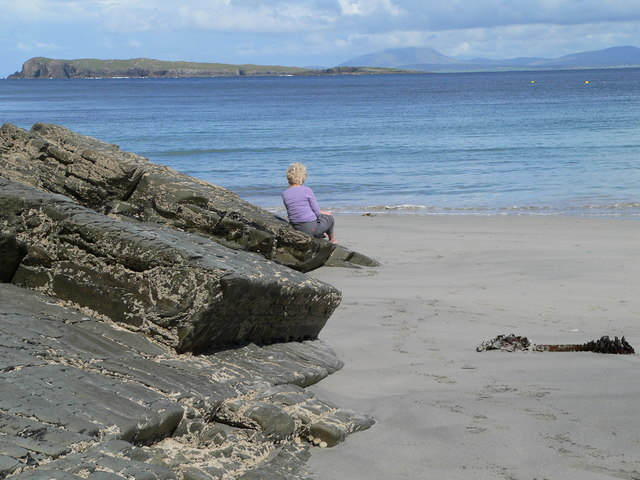
Caher Island von Inishturk

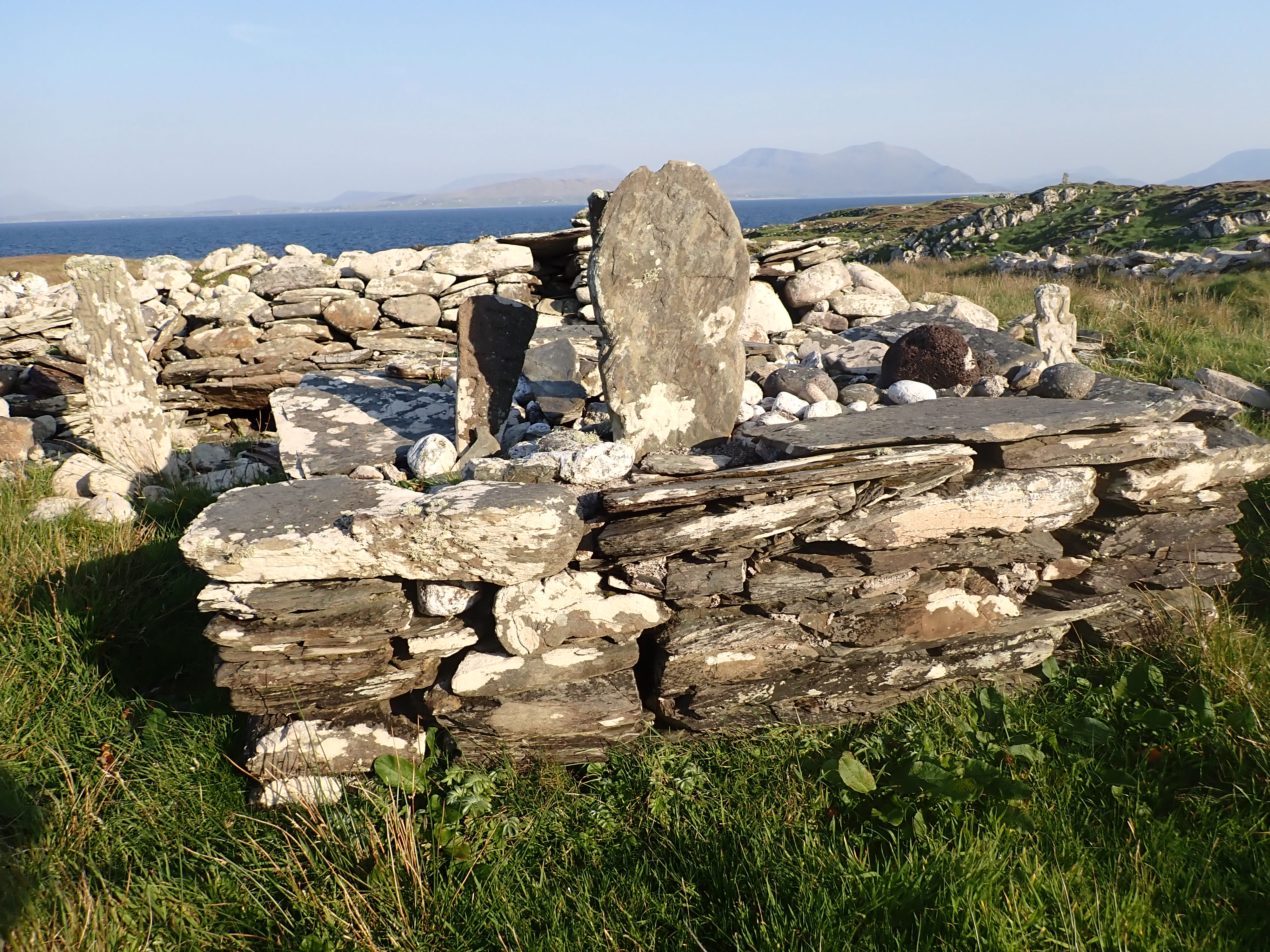
Archäologischer Fundplatz

Die Fläche der Insel beträgt etwa 52 Hektar. Die nur 500 m breite und 1,5 km lange Insel erreicht eine Höhe von 57 Metern. Sie ist unbewohnt und per Boot, auch bei Ausflügen mit dem Galway Hooker, von Inishturk aus zu erreichen. Jedes Jahr am 15. August ist sie Ziel eines Turas, einer Pilgerreise vom Croagh Patrick zur Insel.

## Geschichte
Caher Island ist Standort einer frühchristlichen Klosterruine mit den Resten einer Kapelle und einer Anzahl Cross-Slabs in einer Einfriedung.
Es wird vermutet, dass Mönche im 7. Jahrhundert eine Einsiedelei errichteten, möglicherweise Nachfolger des Hl. Colmán. An ihre Anwesenheit wird auch auf der benachbarten Insel Inishbofin erinnert. Einer der dortigen Kreuzsteine ist ein rechteckiger Sandsteinblock von 43 cm Höhe. Er ist mit einem lateinischen Kreuz verziert. Er erinnert an kleine Kreuzsteine, die auf den Gräbern der Insel Lindisfarne und von Hartlepool gefunden wurden.
Auf Caher Island befinden sich eine „Heilige Quelle“, Menhire und eng benachbart zwei Promontory Forts, die anzeigen, dass Caher Island bereits eine vorchristliche Bedeutung hatte.